# Джексон (Вісконсин)
Джексон (англ. Jackson) — місто (англ. town) в США, в окрузі Вашингтон штату Вісконсин. Населення — 4629 осіб (2020).

## Демографія
Згідно з переписом 2010 року, у місті мешкали 4134 особи в 1478 домогосподарствах у складі 1243 родин. Було 1523 помешкання
Расовий склад населення:
| - 97,6 % — білих - 0,6 % — чорних або афроамериканців - 0,6 % — азіатів - 0,2 % — корінних американців |

До двох чи більше рас належало 0,7 %. Частка іспаномовних становила 1,5 % від усіх жителів.
За віковим діапазоном населення розподілялося таким чином: 24,7 % — особи молодші 18 років, 62,8 % — особи у віці 18—64 років, 12,5 % — особи у віці 65 років та старші. Медіана віку мешканця становила 43,3 року. На 100 осіб жіночої статі у місті припадало 105,5 чоловіків;  на 100 жінок у віці від 18 років та старших — 104,1 чоловіків також старших 18 років.
Середній дохід на одне домашнє господарство  становив 110 812 долари США (медіана — 92 708), а середній дохід на одну сім'ю — 119 224 долари (медіана — 102 925). Медіана доходів становила 61 172 долари для чоловіків та 41 684 долари для жінок. За межею бідності перебувало 1,4 % осіб, у тому числі 2,7 % дітей у віці до 18 років та 0,0 % осіб у віці 65 років та старших.
Цивільне працевлаштоване населення становило 2699 осіб. Основні галузі зайнятості: освіта, охорона здоров'я та соціальна допомога — 24,5 %, виробництво — 24,1 %, роздрібна торгівля — 14,1 %, науковці, спеціалісти, менеджери — 8,1 %.